# William Penny
Pour les articles homonymes, voir Penny (homonymie).
William Penny (Peterhead, 12 juillet 1809-Aberdeen, 1er février 1892) est un navigateur et explorateur écossais.

## Biographie
Il débute dans la marine à douze ans en travaillant sur le baleinier de son père et devient lui-même Capitaine de baleinier en 1835. En parallèle de ses activités de pêcheurs de baleines, il mène plusieurs expéditions dans l'Arctique dans le détroit de Davis et en Baie Cumberland  vers l'île Kekerten (1839-1840), guidé par l'Inuit Eenoolooapik.
En 1844, il effectue une nouvelle campagne baleinière et offre ses services en 1848 à Jane Franklin pour partir à la recherche de son mari. Il dirige ainsi d'avril à septembre 1851 une expédition sur le Sophia et le Lady Franklin pour rechercher sir John Franklin et découvre dans l'île Beechey le quartier d'hiver des équipages. À son retour, il donne à Charles Darwin quelques échantillons de flore arctique.
En 1853-1854, il fait le premier hivernage volontaire d'un baleinier et chasse la baleine depuis la banquise. Il est un des premiers à naviguer dès 1859 avec un baleinier à vapeur, modèle dont il fait la promotion et effectue en 1863-1864 sa dernière campagne.